# Das Wormser

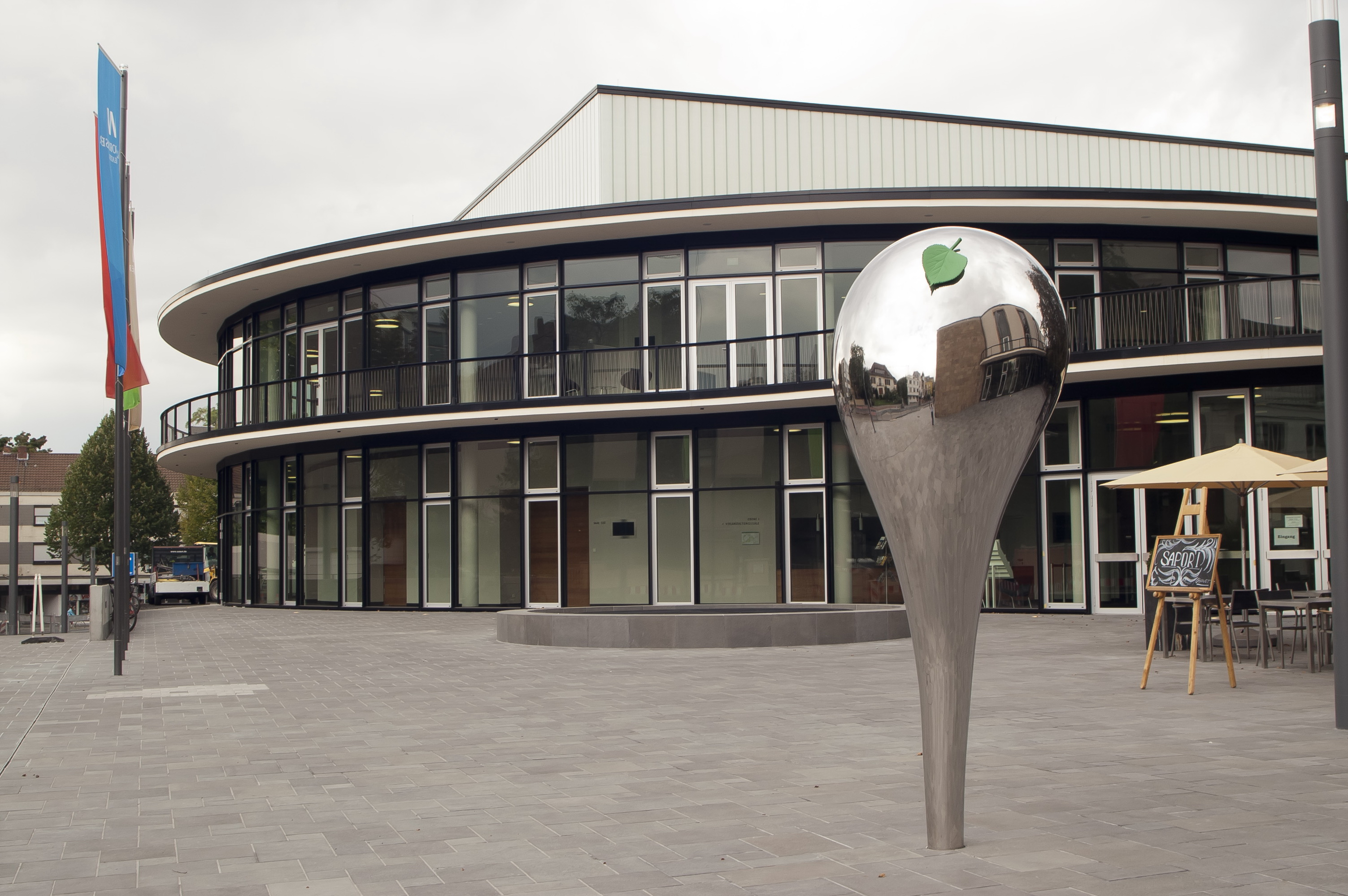
Ansicht des Neubautrakts

Das Wormser (vollständige Eigenbezeichnung: DAS WORMSER Theater, Kultur- und Tagungszentrum) ist der größte Kultur- und Veranstaltungskomplex in Worms und wurde am 29. Januar 2011 eröffnet. Seine Ursprünge liegen im Städtischen Spiel- und Festhaus, dessen denkmalgeschütztes Theatergebäude in den Neubau von Gmp Architekten integriert wurde.

## Baugeschichte
Im März 2005 fiel der Startschuss für das Projekt. Bereits im Juni desselben Jahres erteilte der Haupt- und Finanzausschuss der Stadt Worms die Freigabe des Entwurfs. Nach einer intensiven Planungsphase wurde im September 2006 die Baugenehmigung erteilt. Statt wie geplant im Juli 2007 erfolgte der erste Spatenstich am 7. April 2008, am 22. Oktober 2008 wurde der Grundstein gelegt, am 27. Februar 2009 Richtfest gefeiert. Nach knapp sechs Jahren der Planung und Bauzeit wurde der Gebäudekomplex am 29. Januar 2011 feierlich eröffnet.

### Architektonisches Konzept
Für die architektonische Umgestaltung wich der nicht denkmalgeschützte Mozartsaal einem Neubau, der sich an den modernen Stilelementen des Hauses aus dem Jahr 1966 orientiert. Dessen moderne Elemente wie der auskragende Balkon, große Glasflächen im Erdgeschoss und die klar strukturierte Gestaltung des Theatersaals bilden die stilistische Grundlage für den Erweiterungsbau. Der sowohl innen als auch außen klar erkennbare, prägnante Theatersaal spiegelt sich im Mittelpunkt des Neubaus innerhalb eines kreisförmigen Foyers. 
Alt- und Neubau sind durch ein umlaufendes Balkonmotiv sowie geschwungene Treppen miteinander verbunden. Der Bühnenbereich des Altbaus wird entlang der Bahnhofstraße fortgeführt und schafft eine funktionale Verbindung, die auch Anlieferungsbereiche umfasst. 
Für ein geplantes, aber bis dato nicht realisiertes Hotel ist ein Standort am Rand des Ensembles vorgesehen, der vorerst als Außenparkplatz dient. 
Ein großzügiger Vorplatz (der später den Namen Tiberiasplatz erhielt) verknüpft die Gebäude miteinander und öffnet sich zum Dom hin. Die zum Wiederaufbau 1966 gepflanzte, ebenfalls denkmalgeschützte Blutbuche bildet den Mittelpunkt und markiert den Eingang von Neubau und Bistro. Um den Baum herum dient eine Holzfläche zur Bestuhlung für Gastronomie. Der Außenbereich soll zum Verweilen wie zur Bewegung einladen und die Gebäude miteinander verbinden, ohne deren Eigenständigkeit zu schmälern.
Mit der Errichtung des Neubaus ging eine umfassende Sanierung bzw. -restaurierung des Altbaus einher.

## Nutzung
Das Wormser wird von der städtischen Gesellschaft Kultur und Veranstaltungs GmbH Worms betrieben. Das Theater, ein Wiederaufbau aus dem Jahr 1966, besitzt kein eigenes Ensemble und dient hauptsächlich als Gastspieltheater. Daneben bietet der Neubau einen großen Mehrzwecksaal, umgeben von Tagungsräumen, Gastronomie und Flächen für Ausstellungen.